# یو هون مین
یو هون مین (به کره‌ای: 여훈민؛ زادهٔ ۱۶ اوت ۱۹۹۱) که همچنین با نام هنری هون نیز شناخته می‌شود، خواننده و بازیگر اهل کره جنوبی است. او بیشتر به‌عنوان عضوی از گروه پسرانه کره‌ای یوکیس زیر‌نظر ان‌اچ مدیا شناخته می‌شود. او در سال ۲۰۱۱ به این گروه پیوست. او در مجموعه‌های تلویزیونی آتنا: الهه جنگ و پسر زیبا ایفای نقش کرده است.

## اوایل زندگی
او در سال ۱۹۹۱ متولد شد. او در اصل یک تکواندوکار بود که از سن ۸ سالگی به مدت ده سال این هنر را تمرین می‌کرد. پس از آسیب‌دیدگی در حین تمرین تکواندو و توصیه دوستانش برای دنبال کردن حرفه خوانندگی در دوران دبیرستان، سعی کرد به خوانندگی روی آورد. 

## شغل

### ۲۰۰۹–۲۰۱۰: فعالیت انفرادی
هون در ابتدا به عنوان یک خواننده تصنیف تک نفره با نام واقعی خود فعالیت خود را آغاز کرد و در 9 سپتامبر 2009 یک آلبوم کامل با عنوان "Pure & Love " با عنوان "Bus" منتشر کرد.  سال بعد، او یک تک آهنگ دیجیتالی با عنوان "Beginning" منتشر کرد.  هون همچنین در سریال SBS با نام "Athena: Goddess of War " (2010) به عنوان محافظ رئیس جمهور ظاهر شد. 

### ۲۰۱۱: یوکیس و حرفه بازیگری
پس از جدایی الکساندر و کیبوم، NH Media اعلام کرد که AJ از گروه هون و پاران به U-KISS خواهد پیوست.  او اولین حضور خود را به عنوان عضوی از U-KISS با پنجمین مینی آلبوم گروه، Bran New Kiss ، که در 30 مارس 2011 با آهنگ اصلی "0330" منتشر شد، تجربه کرد. 
هون به همراه دیگر اعضای گروهش، دونگهو، کیسوپ و سوهیون، فیلمبرداری فیلمی با جی پارک ، کیم سو رو و پارک یجین را با عنوان موقت آقای آیدل در فوریه ۲۰۱۱ آغاز کردند. این اولین فیلم گروه بود. بعداً در همان سال، اعلام شد که هون و دونگهو در فیلم چهار قسمتی «سرزمین مقدس» از شبکه Super Action TV ، درباره دانش‌آموزان دبیرستانی یاغی، بازی خواهند کرد.  این فیلم اولین بار در ۲۸ آوریل ۲۰۱۲ پخش شد. 
در ماه مه ۲۰۱۳، هون در موزیکال کره‌ای «خاطره ۲۰۱۳» در نقش اونسو بازی کرد، نقشی که او با خواننده برایان جو به اشتراک گذاشت . 
او و کیسوپ همچنین برای نقش‌های اصلی نمایش موزیکال گونگ که از 11 جولای 2013 تا 15 جولای 2013 در اوساکا برگزار شد، انتخاب شدند. 

### گروه U-KISS با حضور سوهیون
در سال ۲۰۱۳، در طول تبلیغات آلبوم Collage از گروه U-KISS، هون به همراه دیگر عضو گروه، سوهیون، در آهنگ «More Painful Than Pain» اجرا داشتند. در سال ۲۰۲۱، این گروه آهنگ «I Wish» را به دو زبان کره‌ای و ژاپنی منتشر خواهد کرد. 

### ۲۰۱۶: اولین حضور انفرادی در ژاپن
در 16 ژانویه 2017، اعلام شد که هون اولین آلبوم انفرادی ژاپنی خود را با آلبومی با عنوان Yukisakura منتشر خواهد کرد و او را به سومین عضو U-KISS تبدیل کرد که این کار را انجام می‌دهد. 

### ۲۰۲۱ تا کنون: آژانس جدید
در آگوست 2021، هون پس از انقضای قراردادش، NH Media را ترک کرد. 
در 24 ژانویه 2022، هون یک قرارداد انحصاری با Tango Music امضا کرد و در آنجا نیز به همراه هم‌گروهی‌هایش، سوهیون و کیسوپ، به این گروه بازگشت. 

## زندگی شخصی
در 6 مه 2022، هون اعلام کرد که در 29 مه 2022 با بازیگر هوانگ جی-سون ازدواج خواهد کرد.  در 4 اکتبر 2023، هون بارداری همسرش را از طریق اینستاگرام اعلام کرد .  همسرش در 2 ژانویه 2024 اولین فرزندشان، یک پسر، را به دنیا آورد. 

## دیسکوگرافی

### نمایشنامه‌های طولانی
| عنوان                    | جزئیات آلبوم |
| ------------------------ | --- |
| * پاک و عشق (۲۰۰۹)       | - منتشر شده: ۹ سپتامبر ۲۰۰۹ - برچسب: سرگرمی لوئن - قالب: EP فهرست آهنگ‌ها 1. 그렇게 시작되었다 2. "버스" 3. "아름다운말(رپ 은지)" 4. "그녀의 블로그" 5. "새들처럼" 6. "사랑하면 안되니" 7. «یک دو سه (با حضور 예윤)» |
| یوکیساکورا (雪桜) (2017) | - منتشر شده: ۲۰۱۷ - برچسب: AVEX ژاپن - فرمت: سی دی فهرست آهنگ‌ها 1. 雪桜 2. 愛奏 3. HEART TRINGS～言えないコトバ～ (نسخه رشته ای) 4. 雪桜 (دستگاهی) 5. 愛奏 (دستگاهی)                                                |
| * سالگرد (۲۰۱۸)          | - منتشر شده: ۲۰۱۸ - برچسب: AVEX ژاپن - فرمت: سی دی فهرست آهنگ‌ها 1. سالگرد 2. باران |

1. ^ کاور آهنگ ۱۹۸۸ توسط بیون جین-ساب

### تک‌آهنگ‌های دیجیتال
- "آغاز" (۲۰۱۰)

## فیلم‌شناسی

### فیلم
| سال  | عنوان                | نقش                           | یادداشت‌ها |
| ---- | -------------------- | ----------------------------- | --------- |
| ۲۰۱۱ | آقای آیدل            | خودش (در نقش پسران شگفت‌انگیز) | کامئو     |
| ۲۰۲۱ | فقط من می‌توانم ببینم |                               |           |

### سریال‌های تلویزیونی
| سال       | عنوان                 | نقش                        |
| --------- | --------------------- | -------------------------- |
| ۲۰۱۰      | آتنا: الهه جنگ        | محافظ رئیس جمهور ( کامئو ) |
| ۲۰۱۲      | سرزمین مقدس           | کانگ تائه شیک              |
| ۲۰۱۳      | مرد زیبا              | کیم دا-شیک                 |
| ۲۰۱۵–۲۰۱۶ | خانه شیرین، عسل شیرین | آن سو-هو                   |
| ۲۰۱۷      | زن ناشناس             | جانگ-گو                    |